# Замок Скіпнесс
Замок Скіпнесс (англ. Skipness) знаходиться в області Аргілл-і-Б'ют на західному узбережжі Шотландії.

## Інформація для туристів
Замок відкрито для відвідувачів цілодобово протягом всього року.

## Ресурси Інтернету
- Вікісховище має мультимедійні дані за темою: Замок Скіпнесс
- Стаття про замок на Ccsna.org [Архівовано 8 травня 2013 у Wayback Machine.] (сайт клану Кембелів)
- Skipness [Архівовано 13 грудня 2013 у Wayback Machine.]
- Skipness Castle [Архівовано 16 липня 2012 у Wayback Machine.]
- Historic Scotland: Skipness Castle [Архівовано 1 жовтня 2004 у Wayback Machine.]

1. ↑  http://canmore.org.uk/site/39798
2. ↑  Historic Environment Scotland ID